# Юніон (округ Вернон, Вісконсин)
Юніон (англ. Union) — місто (англ. town) в США, в окрузі Вернон штату Вісконсин. Населення — 809 осіб (2020).

## Демографія
Згідно з переписом 2010 року, у місті мешкало 700 осіб у 211 домогосподарстві у складі 171 родини. Було 284 помешкання
Расовий склад населення:
| - 97,7 % — білих - 0,9 % — азіатів - 0,3 % — чорних або афроамериканців |

До двох чи більше рас належало 0,9 %. Частка іспаномовних становила 0,1 % від усіх жителів.
За віковим діапазоном населення розподілялося таким чином: 35,0 % — особи молодші 18 років, 54,9 % — особи у віці 18—64 років, 10,1 % — особи у віці 65 років та старші. Медіана віку мешканця становила 29,2 року. На 100 осіб жіночої статі у місті припадало 109,0 чоловіків;  на 100 жінок у віці від 18 років та старших — 110,6 чоловіків також старших 18 років.
Середній дохід на одне домашнє господарство  становив 72 365 доларів США (медіана — 57 250), а середній дохід на одну сім'ю — 73 220 доларів (медіана — 59 063). Медіана доходів становила 41 000 доларів для чоловіків та 38 750 доларів для жінок. За межею бідності перебувало 26,3 % осіб, у тому числі 45,4 % дітей у віці до 18 років та 2,5 % осіб у віці 65 років та старших.
Цивільне працевлаштоване населення становило 254 особи. Основні галузі зайнятості: сільське господарство, лісництво, риболовля — 19,7 %, освіта, охорона здоров'я та соціальна допомога — 16,5 %, виробництво — 13,0 %, транспорт — 9,8 %.